# Низовка (Кемеровская область)
Низовка — деревня в Яшкинском районе Кемеровской области, входит в Таловское сельское поселение.

## География
Расположена на правом берегу реки Яя, в 13 км к юго-западу от города Анжеро-Судженск, в 2 км восточнее села Таловка. 2 улицы: Центральная и Луговая.

## Население
| 2010 |
| ---- |
| 1    |

По переписи 2002 года в деревне проживало 6 человек, в том числе русские составляли 67% населения, латгальцы — 33%.

## Инфраструктура
Фактически в деревне 4 дома